# 당리교통
당리교통(堂里交通)는 부산광역시 강서구 새진목길 46-11 (명지동)에 본사를 둔 마을버스 운송 업체이다.

## 차고지
- 부산광역시 강서구 새진목길 46-11 (명지동) (본사)

## 운행 노선
- 사하2번 (동원APT - 혜성아파트 - 당리역 - 하단오거리- 건국중학교 - 당리시장 - 사동초등학교 - 삼성타워 -사하중학교- 노블레스 - 괴정한신아파트 - 사하도서관 - 괴정역 - 서화의원 - 사하역-당리중학교)
- 사하2번(주말•공휴일•오전)버스 (동원APT-혜성아파트-당리역-하단오거리-건국증학교-당리시장-사동초등학교-삼성타워-사하중학교-노즐레스-괴정한신아파트 관리사무소-사하도서관-괴정역1번출구•괴정전철역-양지마을-시온카페-자유아파트-괴정역•세왕마트-서화의원-사하전화국
- 사하2-1번 (당리역 - 당리시장 - 반도보라아파트 - 우림아파트 - 에덴빌라 - 혜성아파트 - 동원베네스트2차 아파트-부산일과학고등학교[등교운행)
- 사하2-2번 (괴정역 - 양지마을 - 해인정사 - (구)이화한증막•시온카페 - 효산신대우빌라 - 자유2·3차아파트 - 사하도서관- 괴정역)

## 보유 차량
뉴브리즈 3대
뉴 카운티 2대,뉴카운티 드릭스 2대